# Púrpura trombocitopènica trombòtica
La púrpura trombocitopènica trombòtica (PTT) és una malaltia hemorràgica microangiopàtica poc freqüent.
El primer cas va ser registrat el 1924 per Eli Moschcowitz.
- Púrpura significa que es presenta amb morats (equimosi) a la pell, característics de la malaltia.
- Trombocitopènica significa disminució del nombre de plaquetes (o trombòcits).
- Trombòtica significa que es formen trombes.

Existeix una estreta relació entre la púrpura trombocitopènica trombòtica i la síndrome hemolíticourèmica.

## Causes
La PTT, així com altres anèmies microangiopàtiques, és causat per l'agregació espontània de plaquetes i l'activació de la cascada de coagulació a nivell dels petits vasos de la circulació sanguínia. Les plaquetes són consumides durant el procés de coagulació, a més d'unir-se a la fibrina, producte acabat de la cascada de coagulació. El complex plaqueta-fibrina forma microtrombes a la circulació causant la ruptura dels glòbuls vermells que passen a aquest nivell, produint hemòlisis.
Existeixen dues formes de PTT: idiopàtica i secundària. La forma hereditària, en la qual hi ha un dèficit de l'enzim ADAMTS13, s'anomena síndrome d'Upshaw-Schulman.

### PTT idiopàtica
La forma idiopàtica de la PTT va ser recentment vinculada amb la inhibició de l'enzim ADAMTS13 per part d'autoanticossos, pel qual aquesta forma de PTT és de tipus autoimmune. ADAMTS13 és una metal·loproteasa responsable de la ruptura del factor de von Willebrand (vWf), una proteïna que actua a nivell de l'agregació plaquetària, unint les plaquetes durant l'inici del procés de coagulació. Existeixen dues formes d'aquesta proteïna, una d'aquestes formes està composta per grans multimèrics del factor, els quals són més proclius a iniciar la coagulació. Per tant, sense l'adequat clivatge de la proteïna vWf per part de l'enzim ADAMTS13, la coagulació ocorre de manera descontrolada, especialment en aquells llocs on el factor de von willebrand és més actiu a causa de l'alt frec produït pel fluix sanguini (en la microvasculatura)
En aquesta forma de PTT, hi ha una disminució en l'activitat de l'enzim ADAMTS13 (<5% del normal) el qual pot ser detectat en més d'un 80% dels pacients, trobant-se un subgrup d'un 50% de pacients on es troben inhibidors de l'enzim. Aquesta teoria s'anomena també hipòtesi de Furlan-Tsai després que ocorreguessin dues investigacions paral·leles per part d'ambdós científics publicades en el New England Journal of Medicine el 1998.

### PTT secundària
Aquesta forma de PTT es diagnostica quan en el pacient hi ha alguna condició conegudament associada al PTT. Correspon a un 40% dels casos de PTT. Dins de les causes destaquen:
- Càncer
- Trasplantament de medul·la òssia
- Embaràs
- Fàrmacs:
  - Quinina
  - Inhibidors de l'agregació plaquetària (ticlopidina i clopidogrel)
  - Immunosupresors (ciclosporina, mitomicina, tacrolimús, interferon-α)
- VIH

### Síndrome d'Upshaw-Schülman
La forma heretada de PTT s'anomena Síndrome d'Upshaw-Schülman, generalment associat a la deficiència d'enzim ADAMTS13 Els pacients amb aquesta deficiència desenvolupen una PTT en certes situacions clíniques (per exemple, infeccions) amb increment en els nivells del factor von Willebrand.

## Quadre clínic
- Púrpura
- Petèquia
- Metrorràgia
- Cefalàlgia
- Convulsions
- Compromís de consciència.

## Diagnòstic
La púrpura trombocitopènica trombòtica és diagnosticada en una síndrome purpúrica quan en un hemograma el recompte plaquetari és inferior a 150×10⁹/L.
Són característics els trombes hialins (conglomerats de fibrina adherida a les plaquetes) escampats per la microcirculació, que causa la insuficiència renal i símptomes neurològics.

### Laboratori hematològic
| Condició        | Temps de protrombina | Temps de tromboplastina | Temps de sagnia | Recompte de plaquetes |
| --------------- | -------------------- | ----------------------- | --------------- | --------------------- |
| Trombocitopènia | sense alteració      | sense alteració         | prolongat       | disminuït             |